# 里斯本雄狮

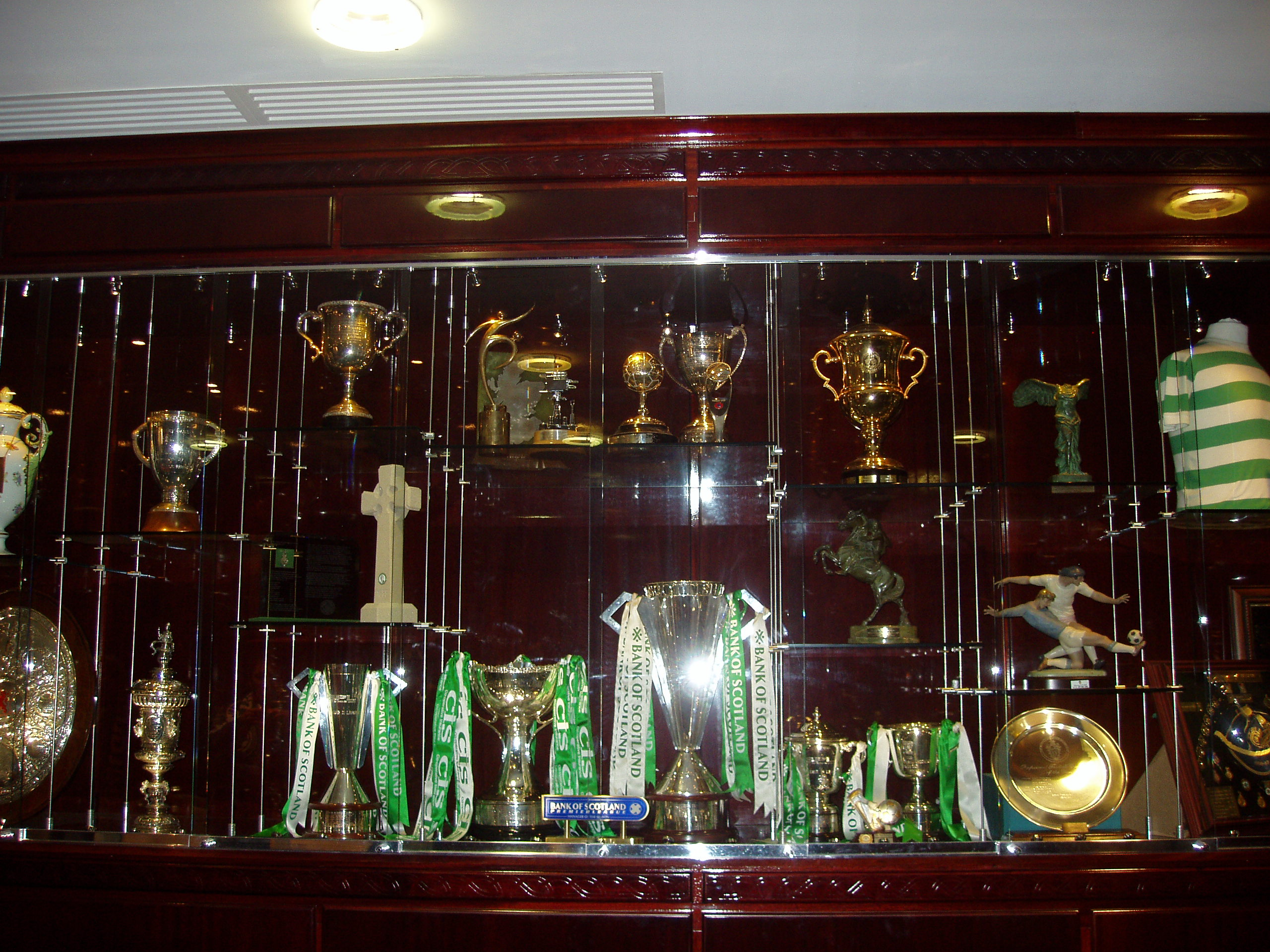
凯尔特人奖杯陈列

里斯本雄狮（Lisbon Lions），是对1967年5月25日在葡萄牙首都里斯本国家体育场夺得欧洲冠军杯的凯尔特人足球队（Celtic Football Club）的称呼。凯尔特人是第一支夺得欧洲冠军杯的非拉丁系（意大利、西班牙、葡萄牙）球队，也是迄今为止唯一一支打入过决赛的苏格兰球队。同年，球队由于之前还获得了苏格兰甲级联赛、苏格兰杯和苏格兰联赛杯，在里斯本的这场胜利使其完成了當時欧洲足坛无人能媲美的“四冠王”。

## 球队
决赛中上阵的球员共十一人，当时只允许一名替补门将，在比赛中未使用。球员的号码并非出现在球衣上，而是缝在短裤上。
1. 罗尼·辛普森 （Ronnie Simpson，门将）
2. 杰姆·克雷格 （Jim Craig，右边后卫）
3. 托米·格梅尔 （Tommy Gemmell，左边路）
4. （Bobby Murdoch，右中场）
5. （Billy McNeill，队长，中卫）
6. （John Clark，左中场）
7. （Jimmy Johnstone，右外锋）
8. （Willie Wallace，右内锋）
9. （Stevie Chalmers，中锋）
10. （Bertie Auld，左内锋）
11. （Bobby Lennox，左外锋）
12. （John Fallon，替补门将，未上场）

- 乔克·斯泰恩 （Jock Stein，主教练）
- （Sean Fallon，助理教练）

这支球队的所有成员（包括教练）全部是苏格兰人，这也是迄今为止唯一一支只用本土球员夺得欧洲冠军杯（联赛）的球队。更不可思议的是，所有人还全部是在球队主场凯尔特人公园球场30英里范围内出生的。

## 球风
里斯本雄狮之所以出名，除了其四冠王的丰功伟绩以外，还因为他们与决赛对手国际米兰形成了鲜明的反差。国际米兰奉行的意大利防守式打法，在欧洲和世界足坛取得过无数荣誉。但是凯尔特人的打法却是高速的全攻全守，并被称为“加速的荷兰”。主教练乔克·斯泰恩赛后评价说：“我们用踢足球而取胜。纯粹、华丽、充满想象力的足球。”（We did it by playing football. Pure, beautiful, inventive football.）欧足联官方网站将两者分别称为“开放式打法”和“负面足球”。

## 比赛过程
开场仅7分钟，凯尔特人右边后卫克雷格被判在禁区内对国际米兰前锋（Renato Cappellini）犯规，（Sandro Mazzola）主罚点球命中，国际米兰1-0领先。
领先后的国际米兰立刻全面退后进行十一人防守。全场比赛，国际米兰没有获得一个角球，凯尔特人门将也只需作出2次扑救。凯尔特人队相反则猛攻不止，全场43次射门，其中22次命中目标，并有2次击中横梁，国际米兰门将萨尔蒂（Giuliano Sarti）作出了13次扑救。
第63分钟，送给对方点球的克雷格将功补过，妙传格梅尔扳平比分。第83分钟，格梅尔传球给默多赫，默多赫起脚远射，球碰中锋查尔莫斯改变方向入网。凯尔特人反败为胜。
赛后，葡萄牙报纸评价说：这是不可避免的，国际队迟早必须为他们拒绝尝试有观赏性的足球而付出代价。

## 里斯本
里斯本市内的著名球队的队徽就有一个狮子形象，这支球队也因此常被称为雄狮（Leões），而且球队的队衣也是与凯尔特人极为相似的绿白横条。但是凯尔特人却因为在里斯本这次广为传颂的英勇表现，成为了“里斯本雄狮”这一美称的拥有者。

## 註腳
1. ↑  . BBC.   [2007年12月7日]. （原始内容存档于2013年1月28日）.
2. ↑  . UEFA.   [2007年12月7日]. （原始内容存档于2010年2月1日）.